# Álvaro Ormeño
Álvaro Ormeño, född 4 april 1979 i Viña del Mar, Chile, är en chilensk fotbollsspelare i Deportes Iquique.
Ormeño började sin fotbollskarriär i (dåvarande division 2-laget) Ñublense och året därpå spelade han för Deportes Ovalle. 2002 debuterade Ormeño i den chilenska högstadivisionen med laget Santiago Morning. Han var på väg att bli en professionell fotbollsspelare.
I Everton de Viña del Mar började chilenaren sin riktiga proffskarriär. Han tillbringade tre lyckade säsonger i klubben och därefter väckte han intresse hos storlaget Colo-Colo, dit han också gick 2005.